# EarthTV

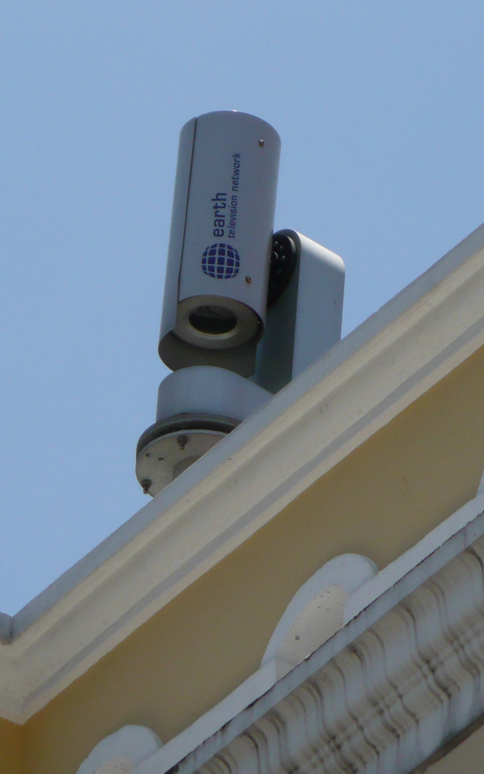
Веб-камера телеканала EarthTV в Макао

earthTV Network GmbH — немецкая спутниковая телевизионная сеть, которая осуществляет трансляцию в прямом эфире с веб-камер, расположенных в разных городах мира. Телесеть была запущена в 1998 году, её первоначальным владельцам была компания Telcast Media Group (основана в 1985 году), которая реализовала тем самым идею сети веб-камер, транслирующих картинку с улиц крупных городов мира в любое время суток.

## Трансляция
Камеры earthTV расположены как в крупных городах мира, так и в городах и населённых пунктах меньшего размера: в поле зрения каждой камеры входят достопримечательности города, его силуэт, находящиеся рядом курорты и т.д. В рамках программы World Live телеканал, использующий более 70 камер, способен показать в течение полутора минут до 7 разных локаций. Вещание осуществляется на 200 стран мира с гипотетической аудиторией свыше 2 млрд. телезрителей. Управление камерами осуществляется из центра вещания в Мюнхене: похожий формат используется в передачах Prayer Times и The Weather Today, выходящих наравне с World Live на 10 языках и доступных более чем на 40 телеканалах. С 2009 года на сайте есть собственный видеоплеер.

## Все программы прямых веб-камерEarthTV
- The World Live (Мир в прямом эфире)
- Motion Timelapse (Один день за одну минуту)
- Seasonal Motion Timelapse
- Earthquiz
- World Weather
- Best of the Month
- Best of World Live
- El Mundo en Directo (на испанском)
- The World Programmes
- What a World!
- What a Day!
- What a Month!
- World Cup Countdown
- World Cultural Events
- What a World Live
- What a World Live Motion Timelapse
- The World Live в формате Motion Timelapse (Мир в прямом эфире одного дня за одну минуту, применялся редко)
- Individual Live Broadcasts (Отдельные прямые эфиры)

Фрагменты передач earthTV появлялись на разных телеканалах в новостных блоках, а также программах на тему путешествий. Среди телеканалов — Bloomberg TV, N24, Wetter.com TV, France 2, Jurnal TV, Power TV, On E, Аль-Арабия, Аль-Иракия, Аль-Шаркия, Саудовская вещательная компания, Oman TV, Kurdsat, TVB Jade и SBS. Также кадры с прямых веб-камер earthTV демонстрировались во время показа часов перед выпусками новостей на телеканалах Интер (Украина), ТВЦ (Россия) и BBC World (США), а также – на «Муз–ТВ» с 1 сентября 2003 по 31 августа 2014 года, и на «RTVi» и «RTVi+» с 11 сентября 2006 по 16 июля 2018 года.
Спутниковое вещание осуществляется с помощью спутника Telstar 12 15°W. До июня 2014 года использовалась технология скремблирования (шифрования) BISS.